# Hasan Bayan
Hasan Bayan (29 de agosto de 2001) é um judoca sírio. Competiu nos Jogos Olímpicos de Verão de 2024 em Paris. Foi eliminado na primeira fase pelo austríaco Samuel Gassner.
Conquistou uma medalha de ouro no Open da Ásia em Zouk Mikhael, no Líbano, em 2022. Participou nos Jogos Mediterrânicos de Oran de 2022 (sétimo) e nos Jogos Árabes de Argel de 2023 (bronze -73 kg).